# A te eseted
A Te eseted (eredeti cím: A Case of You) 2013-ban bemutatott amerikai romantikus filmvígjáték, melynek rendezője Kat Coiro, forgatókönyvírója Christian Long, Justin Long és Keir O'Donnell. A főszereplők Justin Long, Evan Rachel Wood, Sam Rockwell, Brendan Fraser és Sienna Miller.
A film 2013. április 21-én jelent meg.

## Cselekmény
Sam egy fiatal, inspirációt kereső író, aki sikeres filmek alapján ír megrendelésre regényeket. Szerelmes Birdie-be, egy lányba, aki egy reggeliző bárban szolgál fel, ahová Sam minden reggel jár, és aki a múzsája új regényének, amelyet meg akar írni, egy olyan regénynek, amelyet a szokásostól eltérően a valóság alapján, megrendelés nélkül szeretne megírni. Minden reggel megpróbál csevegni a lánnyal, kevés sikerrel, míg egy reggel sikerül összeszednie a bátorságát, hogy bemutatkozzon.
Sajnos, amikor másnap szokás szerint megérkezik a bárba, az új csapostól megtudja, hogy Birdie-t kirúgták, mert elkésett. Lesújtottan elfogadja a csapos tanácsát: keresse meg a nőt a Facebookon. Sam ekkor már szívesen írna neki egy üzenetet, de a bizonytalanság megállítja, és a legjobb barátja szavait félreértelmezve úgy dönt, hogy a lány közösségi oldalra írt információi alapján álmainak férfijává fog válni. A következő napokban gitárleckéket vesz, francia ételeket főz, kedvenc könyveit olvassa, és hallgatja azokat a zenéket, amiket a lány szeret.
Amikor úgy dönt, hogy itt az ideje megtenni az első lépést, véletlenül megjelenik egy színdarabban, ahol tudja, hogy a lányt megtalálja. A megtévesztés sikerül, és Birdie, aki el van ragadtatva attól, hogy mennyi közös vonása van Sammel, elfogadja a vacsorameghívását. Randevúzni kezdenek, és a fiú minden este ír egy részt az új könyvébe, a kapcsolatuk alapján, mígnem egy este Birdie kijelenti neki, hogy beleszeretett. Sam ridegen reagál, mivel ráébred, hogy Birdie valójában nem igaz valójában szereti, hanem csak azt a fickót, akit azért teremtett, hogy Birdie-t szerelemre lobbantsa. A helyzet miatt frusztráltan azonban továbbra is kitart a „megtévesztési terve” mellett, a hazugságai hálójának csapdájába esve.
Közben elküldi a készülő kéziratot az ügynökének, aki jónak találja, és időpontot egyeztet a kiadóval. Aznap este Birdie meglepetést szervez: egy pikniket Andrew Wyeth festőművész magánkiállításán, akiről úgy véli, mindketten szeretik. Ekkor Sam kiborul, és azt mondja neki, hogy túlságosan magára koncentrál, és nem igazán akarja megismerni őt olyannak, amilyen. Összevesznek, Sam pedig otthon próbálja befejezni a regényét.
Amikor megjelenik a kiadóval való találkozón, meghallja, ahogy mások a regényéről beszélnek, és teljesen más véleményt alakítanak ki a történetről: a főhős szerintük egy végsőkig elgyengült pasas, aki képtelen őszintén megélni a kapcsolatait, mert túlságosan fél, és a végén egyedül fog maradni. Sam ekkor döbben rá, hogy szereti Birdie-t, és nem akarja elveszíteni.
Sam elmegy egy táncversenyre, amin a lány is részt vesz, ahol mindenki előtt elmondja neki az igazságot a találkozásukról, és hogy szereti őt. A lány bevallja neki, hogy azonnal észrevette Sam tervét, és szándékosan furcsa „érdekességeket” tett hozzá a profiljához, hogy azokkal tesztelje őt.
A két fiatal kibékül, és úgy döntenek, hogy ettől a pillanattól kezdve tényleg meg akarják ismerni egymást. A történet úgy ér véget, hogy lassú táncot járnak együtt.

## Szereplők
| Szerep  | Színész           | Magyar hang       |
| ------- | ----------------- | ----------------- |
| Sam     | Justin Long       | Dányi Krisztián   |
| Birdie  | Evan Rachel Wood  | Vadász Bea        |
| Gary    | Sam Rockwell      | Király Attila     |
| Sarah   | Sienna Miller     | Roatis Andrea     |
| Tony    | Brendan Fraser    | Koncz István      |
| Alan    | Vince Vaughn      | Kárpáti Levente   |
| Gerard  | Peter Dinklage    | Szokol Péter      |
| Eliot   | Keir O’Donnell    | Karácsonyi Zoltán |
| Ashley  | Busy Philipps     | Ruttkay Laura     |
| Scott   | Peter Billingsley | Horváth Gergely   |
| Jemily  | Mizuo Peck        | Bozó Andrea       |
| Roberto | Emilio Delgado    | Cs. Németh Lajos  |
| Lily    | Savannah Wise     | Kiss Anikó        |

## Megjelenés
A te eseted világpremierje a 2013-as Tribeca Filmfesztiválon volt, és az IFC Films Video on Demand platformon keresztül adta ki, valamint korlátozott számú mozikban 2013. november 8-án mutatták be. 2014. február 4-én jelent meg DVD-n.

## Fordítás
- Ez a szócikk részben vagy egészben  az   A Case of You (film) című angol Wikipédia-szócikk fordításán alapul.  Az eredeti cikk szerkesztőit annak laptörténete sorolja fel. Ez a jelzés csupán a megfogalmazás eredetét és a szerzői jogokat jelzi, nem szolgál a cikkben szereplő információk forrásmegjelöléseként.
- Ez a szócikk részben vagy egészben  az   Una rete di bugie című olasz Wikipédia-szócikk fordításán alapul.  Az eredeti cikk szerkesztőit annak laptörténete sorolja fel. Ez a jelzés csupán a megfogalmazás eredetét és a szerzői jogokat jelzi, nem szolgál a cikkben szereplő információk forrásmegjelöléseként.